# RockOpera Praha
RockOpera Praha (dříve divadlo Milénium, divadlo Milenium, Metropolitní divadlo Praha/Milenium a Metropolitní divadlo) je novodobé pražské hudební divadlo v Holešovicích. Zřizovatelem uměleckého souboru je Milan Steigerwald. Náplní činnosti je tvorba a realizace nekonvenčních uměleckých projektů, zejména v oblasti propojení tvrdé rockové hudby s divadlem.

## Historie souboru
Umělecký soubor postupně vznikal od roku 2004, v roce 2012 získal současný název RockOpera Praha. První dílo, Antigona RockOpera, mělo světovou koncertní premiéru v prosinci 2006 v Kongresovém centru Praha, o dva roky později pak proběhla premiéra plnohodnotné divadelní verze v Divadle v Dlouhé. V roce 2009 byl uveden Oidipus Tyranus RockOpera, který Antigoně dějově předchází – jedná se tedy o volné pokračování. Premiéra proběhla již v RockOpeře Praha (tou dobou budova nesla název divadlo Milenium). Dne 29. listopadu 2010 pak byla uvedena světová divadelní premiéra klasicko-etnické opery Bardo Thödol NewOpera. Soubor za sebou má i několik koncertních vystoupení v Česku, zejména na festivalech (např. Votvírák). Dostal i několik pozvánek do zahraničí, např. do Jižní Korey, USA či Německa.

## Budova

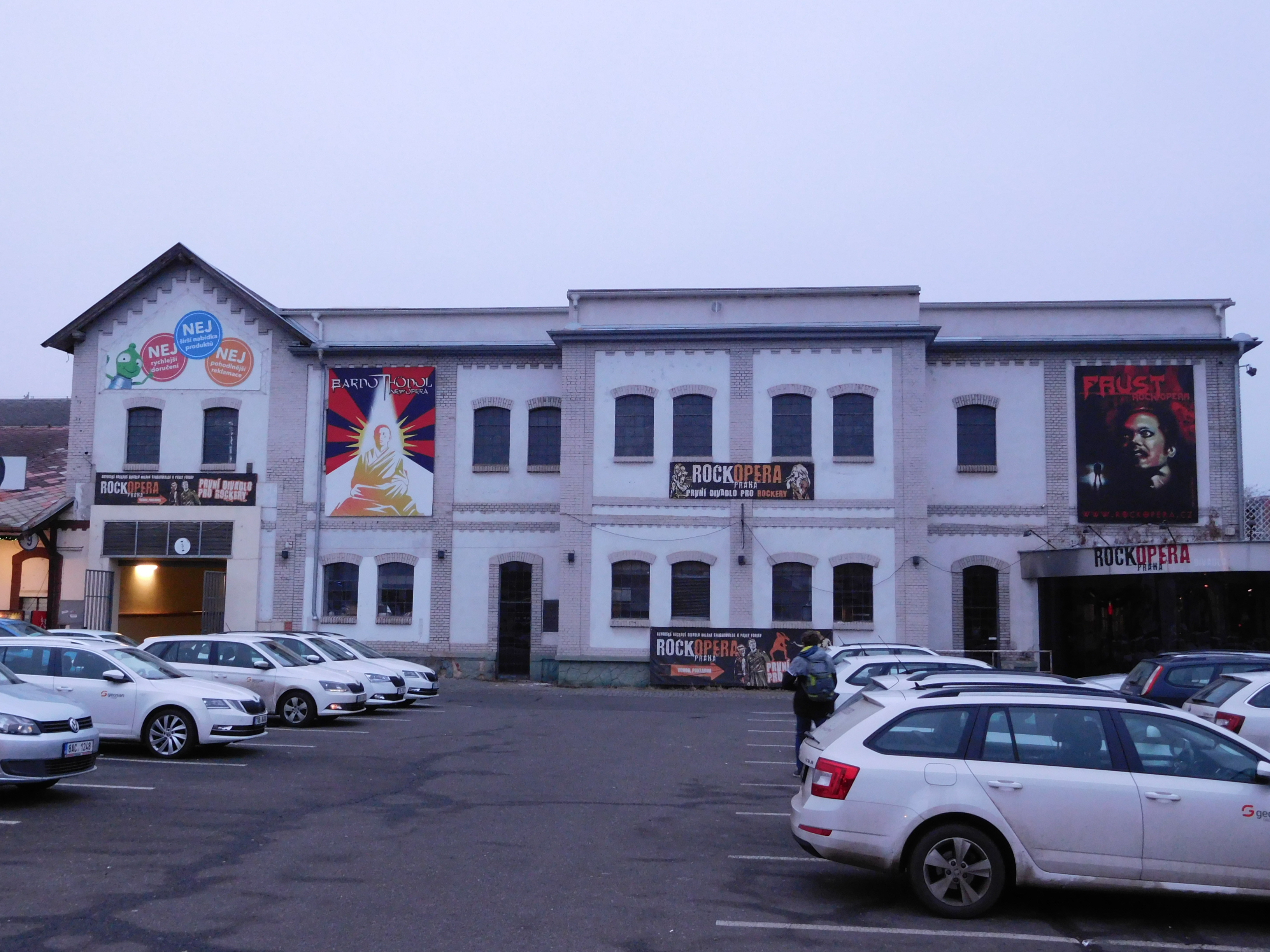
Budova RockOpery

Divadelní budova vznikla přestavbou bývalé skladištní haly z konce 19. století v areálu Pražské tržnice v Holešovicích. Divadlo bylo vyprojektováno a zároveň také z větší části vytvořeno v letech 1998–1999 tvůrčím týmem firmy PS PROJEKT Praha s.r.o. ve spolupráci s architektem Jaromírem Pizingerem pro projekt Rusalka Muzikál. Zodpovědnými projektanty byli Ing. Radek Boháč a Stanislava Poláková, přičemž Ing. Radek Boháč působil i jako hlavní statik stavby. Hlavním dodavatelem stavby byla firma Delta Climatizer a.s. Neobvyklá architektura činí toto divadlo prostorem, který se značně liší od klasického divadla, mimo jiné i půlkruhovým stupňovitým amfiteatrálním hledištěm se 768 sedadly (původně 795 sedadly).
Divadlo bylo umístěno do haly č. 10, která je součástí bývalých Ústředních jatek města Prahy v Holešovicích (architekt Josef Srdínko, stavba 1893–1895). Samotná hala č. 10 byla k areálu jatek přistavěna až počátkem 20. století. V roce 1983 byla jatka zrušena a místo nich se v tomto areálu otevírá tržnice. Roku 1993 se z objektu stává nemovitá kulturní památka a v roce 1995 byla celá tržnice na dvacet let pronajata americko-izraelské společnosti Delta Center a.s., která tržnici postupně rekonstruuje a jednotlivé objekty pronajímá. Vzhledem k porušování smluvních podmínek podalo hlavní město Praha v prosinci 2011 jednostrannou výpověď nájemní smlouvy Delta Center a.s. Adresa objektu Tržnice je Bubenské nábřeží 306/13, nicméně divadlo je umístěno ve východní části a přístupné z adresy Komunardů 306/1, Praha 7 – Holešovice. Kolaudace divadla Milénium (dnes RockOpery Praha) proběhla s mírným zpožděním na počátku roku 1999. Scéna byla navržena pro projekt Rusalka Muzikál na motivy opery Antonína Dvořáka.
Podobně jako u ostatních budov tržnice se jedná o patrovou cihlovou tovární stavbu z 19. století. Budova je podsklepená a zakrytá sedlovou střechou. Charakteristický je velký sál s půlkruhovým stupňovitým hledištěm amfiteatrálního typu, které ze tří stran objímá pódium uprostřed sálu. Hlediště je rozděleno na tři sektory – dva převážně postranní a jeden čelní. Možnost sledování představení z mnoha odlišných úhlů pohledu je nutné zohlednit při nastudování všech představení, které se v prostoru uvádí. Strmost hlediště, které stoupá až ke stropu haly, umožňuje velmi dobrý výhled i divákům v zadních řadách, na rozdíl od klasických divadel, kde je stupňování řad velmi mírné. Téměř o stropu je nad scénou umístěno orchestřiště, které je od sálu odděleno tmavým sklem. Diváci do sálu vstupují buď pomocí schodiště vedeného přímo z foyer sálu anebo po schodišti, které je vyvedeno ze suterénu přímo doprostřed scény. Toto schodiště je během představení zakryto (původně posuvnou deskou).
K samotné hale, do které architekt umístil sál, byla přistavěna nízká půlkruhová kavárna (užívaná jako foyer), která přímo navazuje na budovu jatek. Celá fasáda kavárny je z tmavého skla, díky tomu připomíná architekturu internacionálního stylu šedesátých let. Kromě kavárny je zde umístěna pokladna, šatna, bar a nově i malá scéna, kterou je možné využívat pro události menšího rozsahu. Veškeré technické zázemí (herecké šatny, toalety, sklady, strojovna) je umístěno v suterénu divadla. Kanceláře pro produkci jsou umístěny odděleně, v horních patrech přilehlého propojeného objektu. V roce 2002 divadlo poničily mohutné záplavy, které přerušily jeho činnost na dva roky.
V roce 2004 došlo k několika zásadním stavebním úpravám – scéna byla zvýšena o úroveň dvou řad, díky čemuž mohla být značně rozšířena. Čelní sektor změna nepoznamenala, první a druhá řada jsou nyní pod úrovní scény. Ta byla zvýšena umístěním kovové konstrukce, kterou je možné díky hydraulické technologii celou odklopit a tím otevřít přístup ke vstupnímu schodišti. Z pražských scén se dá sál přirovnat k Divadlu Spirála či GoJa Music Hall (Divadlo Pyramida), obě jsou také v Praze 7. Za vznikem této stavby stojí mnoho tvůrců české verze rockové opery Jesus Christ Superstar, která se uváděla v letech 1994–1998 právě ve zmíněné Spirále.

## Lidé

### Tvůrčí tým
- Milan Steigerwald (autor hudby, producent)
- Pavla Forest (libreto, texty, hudba)
- Roman Štolpa (režie)
- Tereza Georgievová (choreografie)
- Zuzana Offenbartl Dovalová (choreografie)
- Michaela Fišerová (grafika, komiks)
- Linda Fait (grafika)
- Lucie Konopíková (kostýmy)
- Vladimír Neubauer (lightdesign)
- Hana Poršová (maskér)
- Andrea Šebek Procházková (asistentka režie)
- Jan Bouša (management)
- Luboš Vayhel (inspice)

### Účinkující (abecedně podle příjmení)
- Aneta Aberlová
- Michal Cerman
- Michal Daněk
- Žofie Dařbujánová
- Rewoten Dee
- Kristýna Drajková
- Petr Dopita
- Viktor Dyk
- Linda Fait
- Pavla Forest
- Michaela Gemrotová
- Jasmína Georgievová
- Tereza Georgievová
- Klára Hajdinová
- Vlastimil Horváth
- Lukáš Jindra
- Jana Jiroušková
- Barbora Kadlecová
- Miloslav Kočí
- Ian Kodet
- Matěj Kohout
- Filipa Kraft
- Adéla Kubelková
- Helena Kubelková
- Daniela Gildenlöw Langrová
- Šáren Makovcová
- Linda Mikolášková
- Zuzana Offenbartl Dovalová
- Petr Opava
- David Pavlík
- Jan Peš
- Miroslava Pilcová
- Lukáš Písařík
- Adriana Pítrová
- Raven
- Lešek Semelka
- Richard Scheufler sr.
- Richard Scheufler jr.
- Petr Stehlík
- Milan Steigerwald
- Marie Steigerwaldová
- Kamil Střihavka
- Martin Suk
- Vašek Šašek
- Andrea Šebek Procházková
- Zuzana Šmejkalová
- Eduard Štěpánek
- Jakub Štolpa
- Matěj Štolpa
- Josef Šutara
- Jiří Švec
- Magdaléna Tempírová
- Jan Tláskal
- Jan Toužimský
- Jiří Valeš
- Michal Vejskal
- Žántí

## Uváděné tituly

### Rusalka Muzikál
- premiéra: 26. ledna 1999
- derniéra: 22. ledna 2000
- pořadatel: Parlando s.r.o.

Tvůrčí tým:
- Zdeněk John (hudba)
- Jaroslav Kvapil (libreto)
- Michael Prostějovský (úprava libreta)
- Jozef Bednárik (režie)
- Theodor Pištěk (kostýmy)
- Jaromír Pizinger (scénografie)

### Starci na chmelu
- premiéra: 22. března 2001
- derniéra: ? (muzikál byl ukončen povodněmi v srpnu 2002[4]

### Cats (Kočky)
- premiéra: 5. listopadu 2004
- derniéra: 26. června 2005
- pořadatel: Kočky v triku s.r.o.

Tvůrčí tým:
- Andrew Lloyd Webber (hudba)
- Juraj Deák (režie)
- Pavel Strouhal (choreografie)
- Michael Prostějovský (přebásnění libreta)
- Václav Mikule, Michal Syrový, Stanislav Aubrecht (scénografie)
- ak.mal. Šárka Svobodová-Hejnová (výtvarnice kostýmů a masek)
- Josef Celder (light design)
- Ota Baláž (hudební nastudování)
- Petr Ackermann (sound design)
- Stanislav Aubrecht (výkonný producent)

### Kladivo na čarodějnice
- premiéra: 30. dubna 2009
- derniéra: ? (listopad/prosinec 2009)
- pořadatel: ArtCenter s.r.o.

Tvůrčí tým:
- Pavel Holý, Milan Levý (hudba)
- Jan Krůta (texty písní)
- Marek Kožušník (scénář a libreto)
- Ladislav Beran (režie a choreogrefie)
- Petr Čepický (režie filmových dotáček, světelná režie a scénografie)

### Oidipus Tyranus RockOpera
- koncertní premiéra: 14. prosince 2009
- divadelní premiéra: 13. dubna 2010
- derniéra: stále se uvádí
- pořadatel: Milan Steigerwald - Agentura Příkrý les
- Tvůrčí tým: RockOpera
- více v samostatném článku Oidipus Tyranus RockOpera
- 2. díl: 7 proti Thébám

### Antigona RockOpera
- premiéra: 26. října 2010
- derniéra: stále se uvádí
- pořadatel: Milan Steigerwald - Agentura Příkrý les
- Tvůrčí tým: RockOpera
- více v samostatném článku Antigona RockOpera

### Další
- Faust
- Romeo & Julie
- Bardo Thödol NewOpera
- Anna Karenina

## Galerie

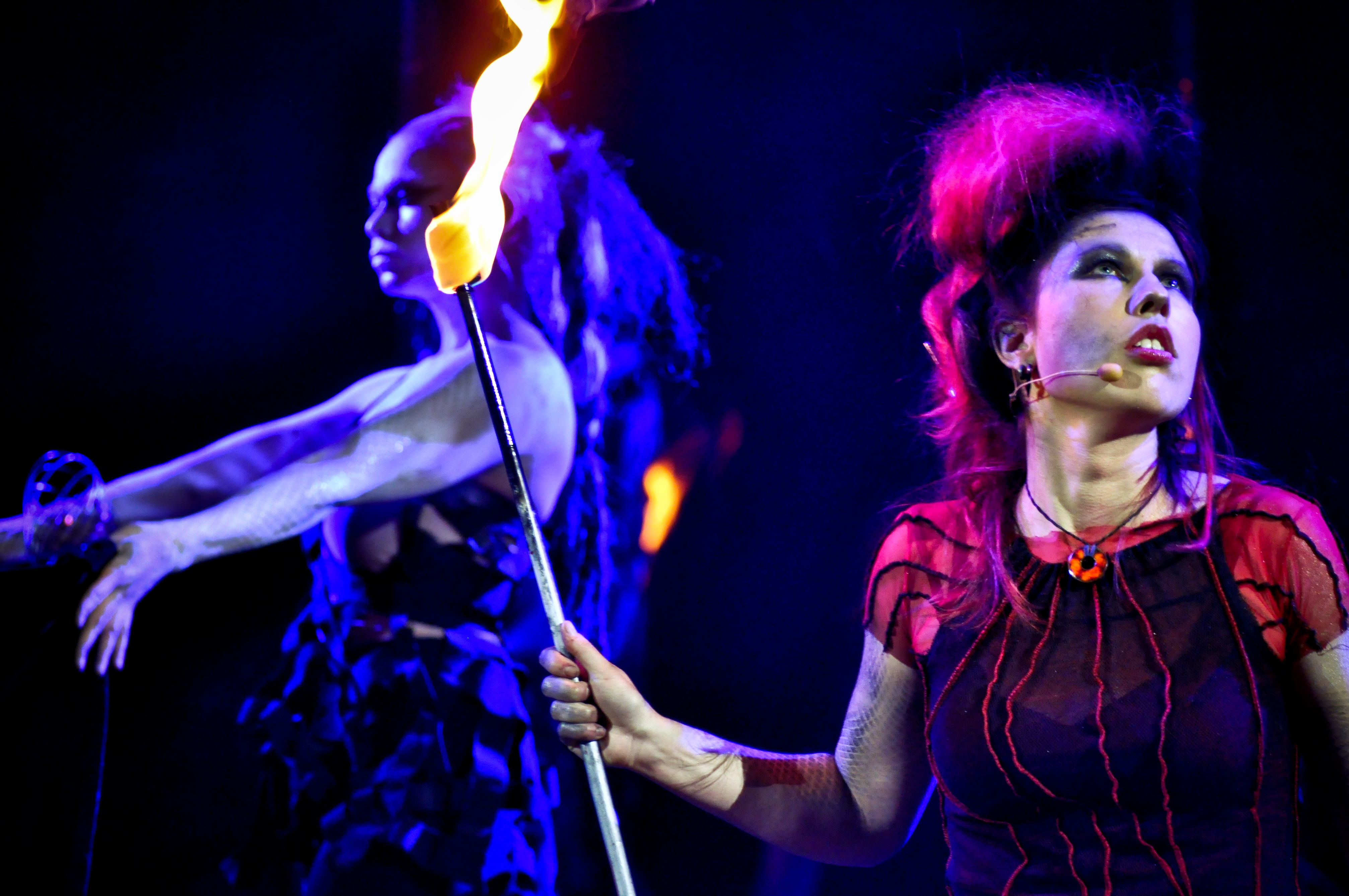
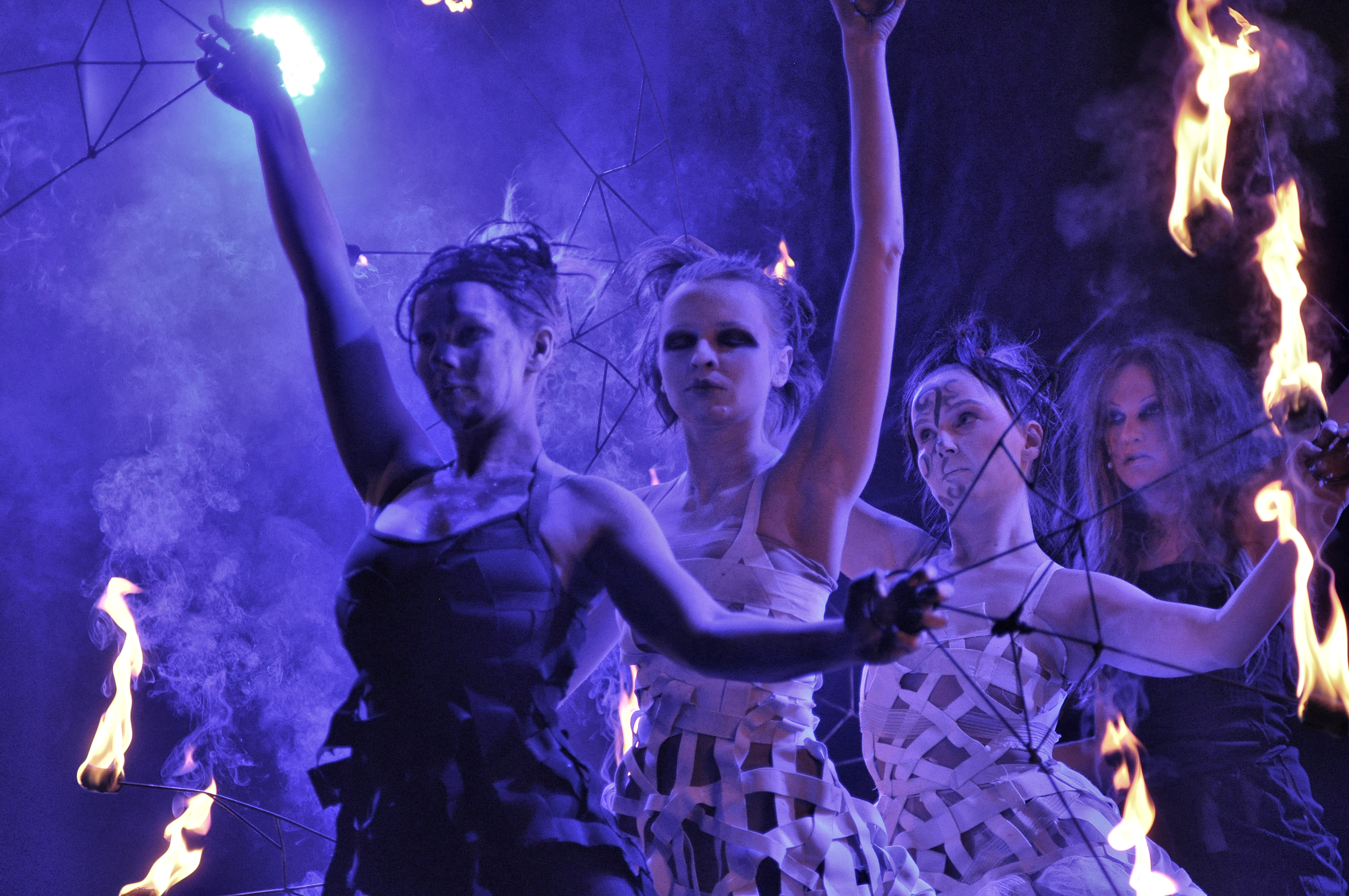
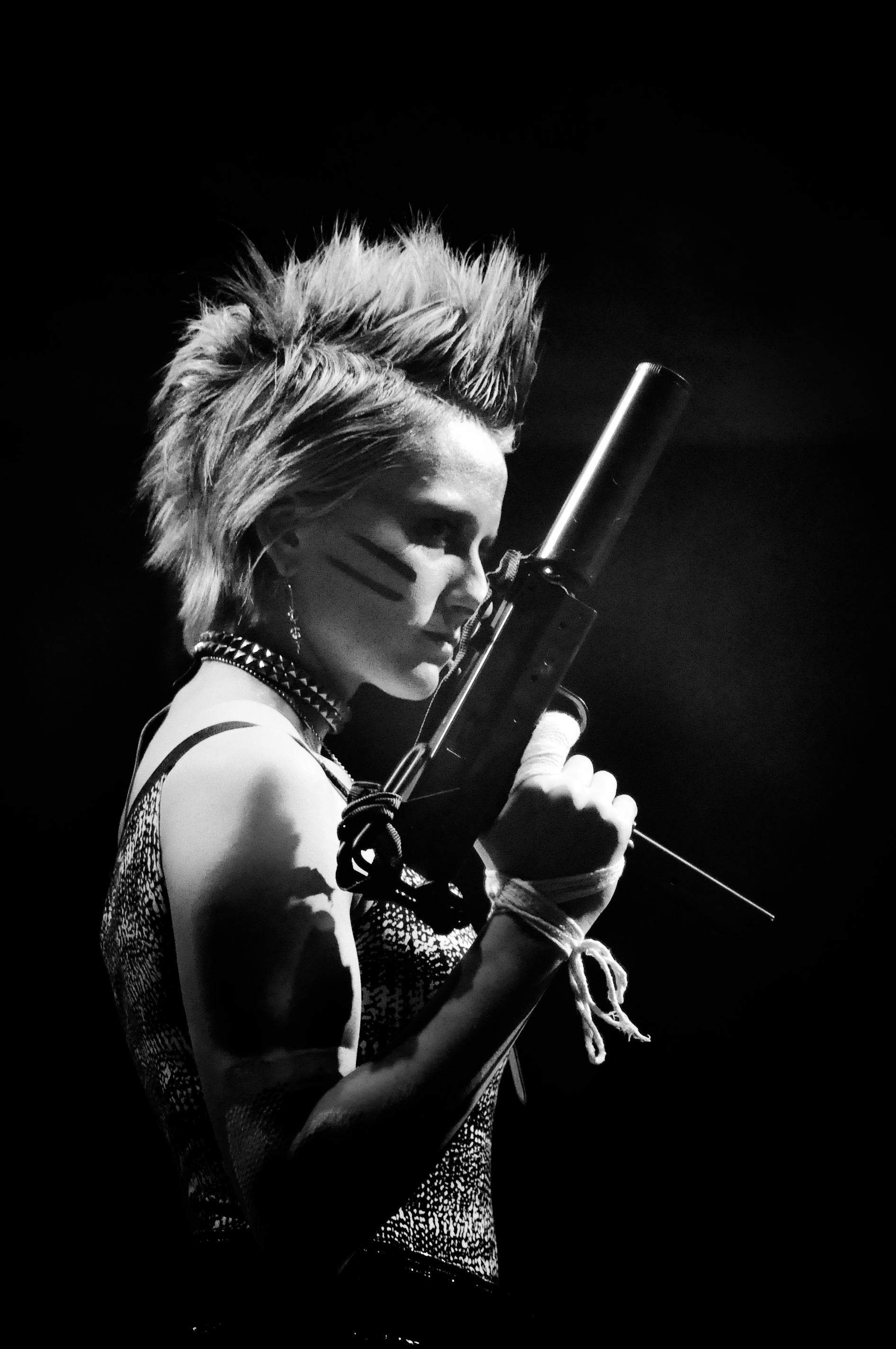
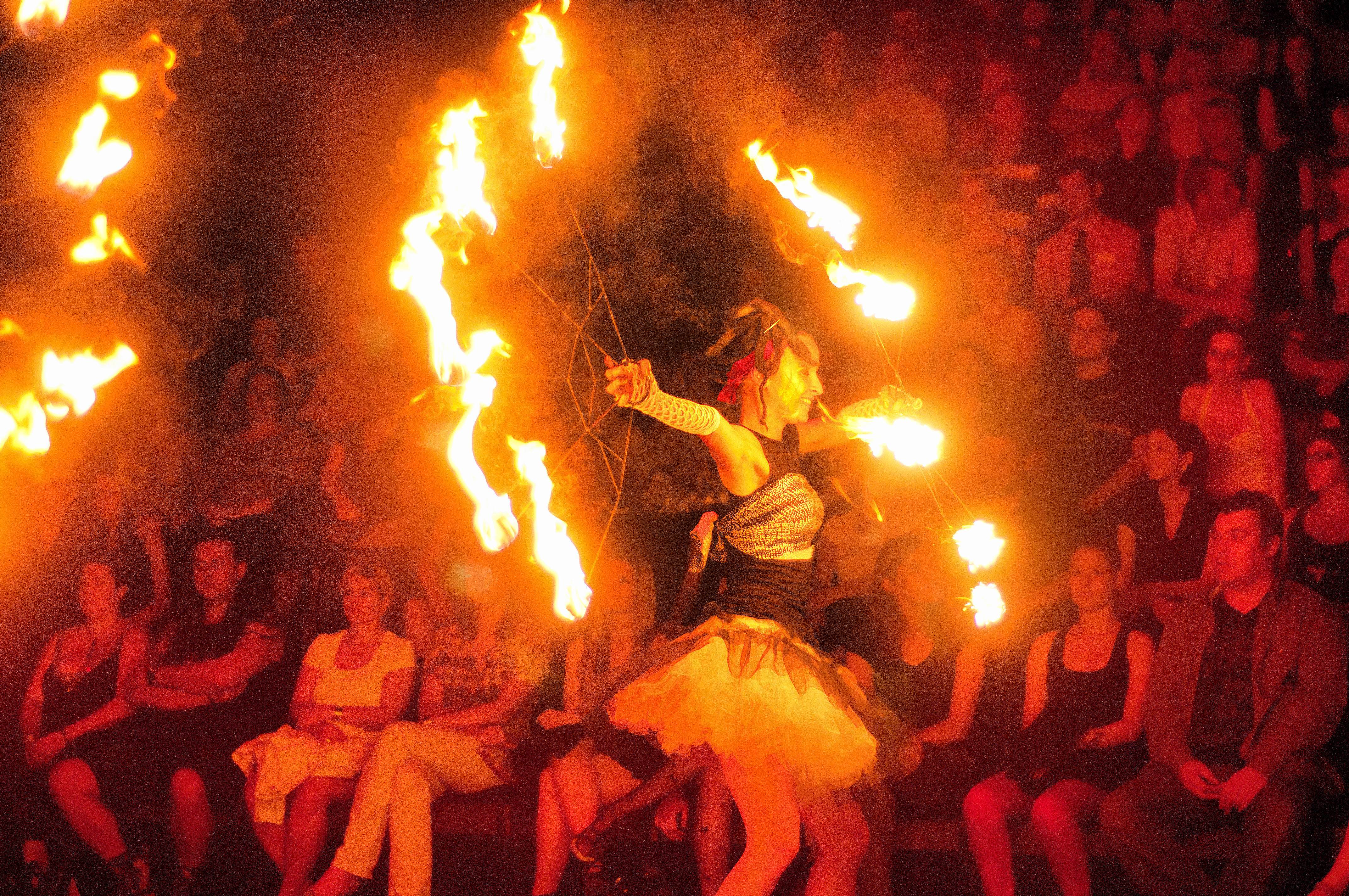
Antigona
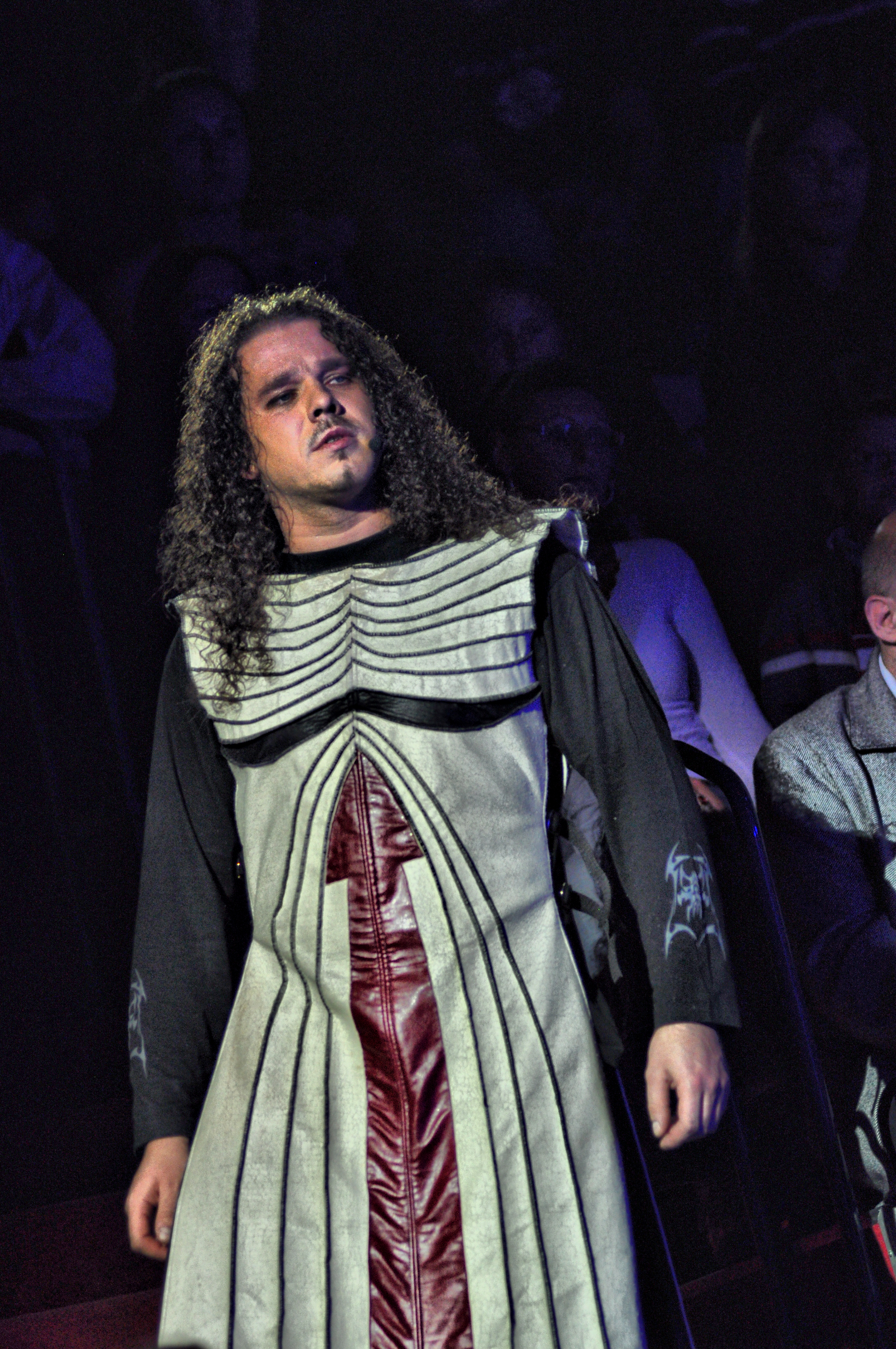
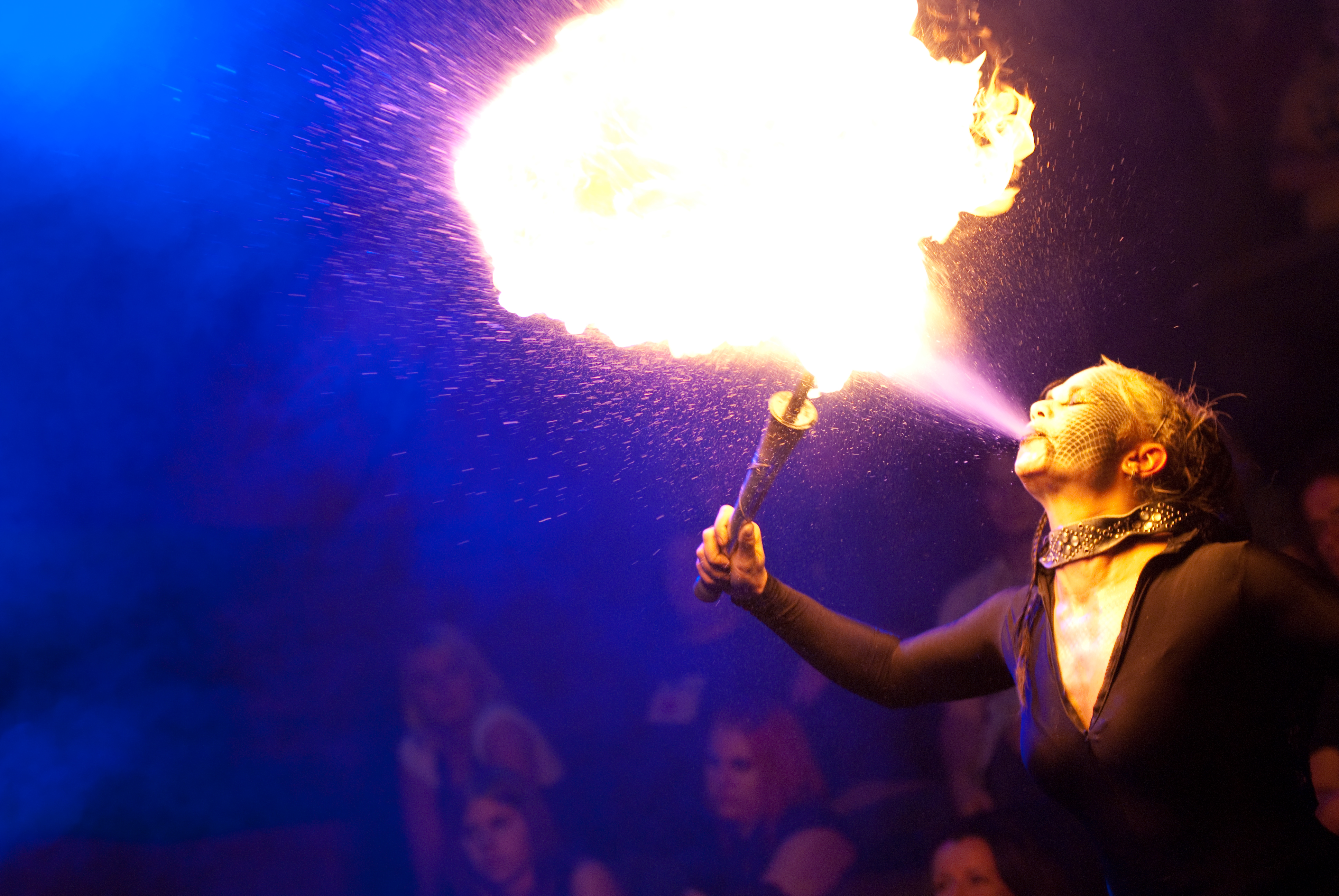
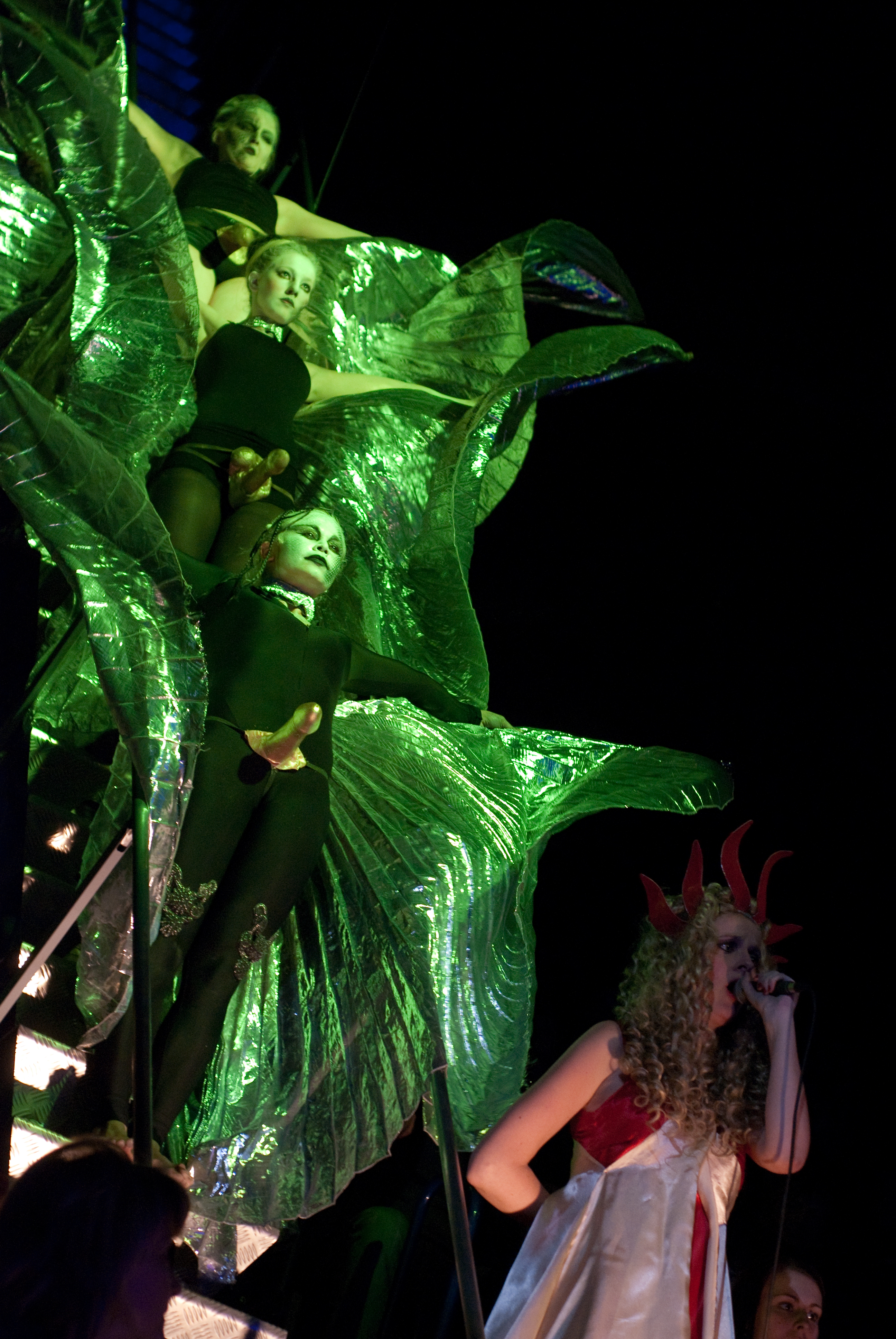
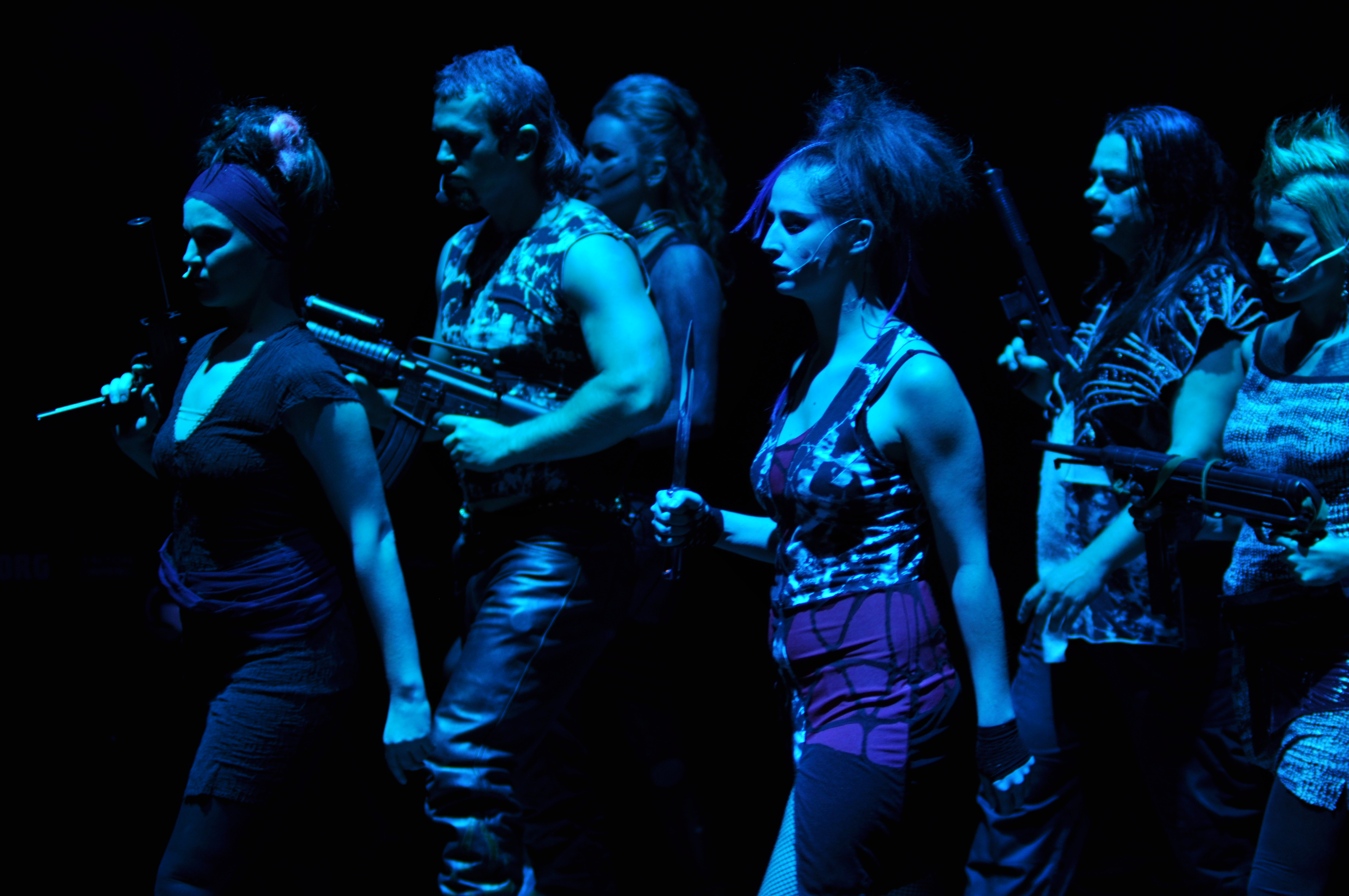